# Rinorea exappendiculata
Rinorea exappendiculata är en violväxtart som beskrevs av Adolf Engler. Rinorea exappendiculata ingår i släktet Rinorea och familjen violväxter. Inga underarter finns listade i Catalogue of Life.